# ويليام دبليو كالدويل
ويليام دبليو كالدويل (بالإنجليزية: William W. Caldwell)‏ هو قاضي ومحامي أمريكي، ولد في 10 نوفمبر 1925 في هاريسبرج في الولايات المتحدة.